# ブライアン・バニスター
ブライアン・パトリック・バニスター（Brian Patrick Bannister, 1981年2月28日 - ）は、アメリカ合衆国・アリゾナ州スコッツデール出身の元プロ野球選手（投手）。右投右打。

## 経歴

### プロ入り前
2002年のMLBドラフト45巡目（全体1342位）でボストン・レッドソックスから指名されるが、契約せず、翌2003年のMLBドラフト7巡目（全体199位）でニューヨーク・メッツから指名され、プロ入り。大学に入るまでは二塁手だった。

### 現役時代

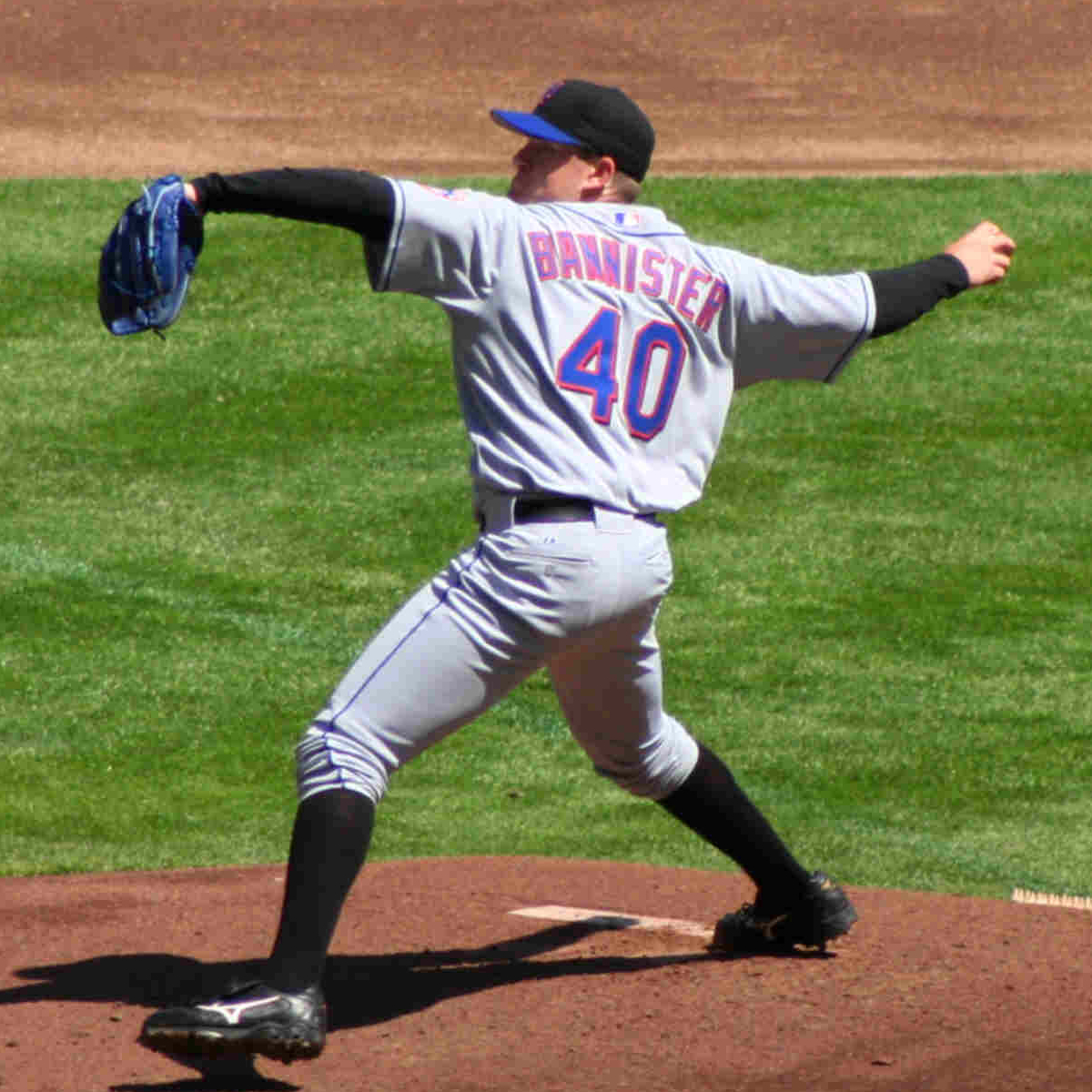
ニューヨーク・メッツ時代
(2006年4月11日)

2006年4月5日、開幕2戦目の先発投手としてメジャーデビュー。デビュー戦では6回を3失点で切り抜けたが、勝敗はつかなかった。その後、4月で5試合に登板し防御率2.89の成績を残すが、ベースの走塁中に肉離れを起こし離脱。リハビリを終えて8月25日に先発したのを最後にリリーフに転向した。シーズン後にはトレードで、カンザスシティ・ロイヤルズへ移籍した。開幕から先発ローテーションの一角を任され、12勝（9敗）の成績を残した。6月（5勝1敗、防御率2.75）と8月（4勝1敗、2.90）にはアメリカンリーグの月間最優秀新人選手賞を受賞するなど新人王の候補となった。
2011年1月7日、読売ジャイアンツに1年契約で入団。先発ローテーション入りを期待されたが、東日本大震災直後の3月15日、原発事故への不安を理由に、球団に無断で帰国。再来日の要請にも応じなかったため、4月2日に球団の申請により帰国日付けで制限選手となった。日本プロ野球界で制限選手となったのは、その前日の横浜ベイスターズのブレント・リーチ投手に次いで2番目のケースである（リーチはその後7月8日に再来日し、制限選手を解除された）。同月末、当人から「いかなる場所でももう野球はやらない」と通告があり、4月26日に任意引退選手として公示された。

### 引退後
2015年1月13日、レッドソックスのスカウトに就任した。同年9月より投球データ分析班のディレクターに転任した。2017年からは投手コーチ補佐などの役職を務める。
2019年シーズン後、ピッチング開発担当副社長を務めているにもかかわらず解雇となり、レッドソックスを離れてサンフランシスコ・ジャイアンツのフロントオフィスに就いた。
2020年シーズンに投手ディレクターとして現場復帰した。

## プレースタイル

### 投球
平均球速89mph（約143km/h）の速球とカッター、カーブ、スライダーとチェンジアップを投げ分け、2007年から2009年までの与四球率2.73と安定した制球力を誇っていた。
セットポジションでの投球に課題を抱える他、例年シーズン序盤は好調を続けるが、スタミナ不足により腕の振りが鈍くなるため、中盤以降に調子を大きく落としていた。

### 打撃・守備
大学入学当初は二塁手としてプレーしていたこともあり、打力と守備力も高い。

## 人物
父親は元プロ野球選手のフロイド・バニスター。
セイバーメトリクスに詳しい選手として知られる一方、大学では芸術学科を専攻し、写真を趣味としている。写真専門誌やニューヨーク・タイムズなどで作品を発表している他、アリゾナでプロ写真家用のスタジオを経営している。

## 詳細情報

### 年度別投手成績
| 年 度    | 球 団    | 登 板 | 先 発 | 完 投 | 完 封 | 無 四 球 | 勝 利 | 敗 戦 | セ 丨 ブ | ホ 丨 ル ド | 勝 率 | 打 者 | 投 球 回 | 被 安 打 | 被 本 塁 打 | 与 四 球 | 敬 遠 | 与 死 球 | 奪 三 振 | 暴 投 | ボ 丨 ク | 失 点 | 自 責 点 | 防 御 率 | W H I P |
| -------- | -------- | ----- | ----- | ----- | ----- | -------- | ----- | ----- | -------- | ----------- | ----- | ----- | -------- | -------- | ----------- | -------- | ----- | -------- | -------- | ----- | -------- | ----- | -------- | -------- | ------- |
| 2006     | NYM      | 8     | 6     | 0     | 0     | 0        | 2     | 1     | 0        | 0           | .667  | 171   | 38.0     | 34       | 4           | 22       | 2     | 2        | 19       | 2     | 0        | 18    | 18       | 4.26     | 1.47    |
| 2007     | KC       | 27    | 27    | 1     | 0     | 0        | 12    | 9     | 0        | 0           | .571  | 683   | 165.0    | 156      | 15          | 44       | 1     | 6        | 77       | 4     | 0        | 76    | 71       | 3.87     | 1.21    |
| 2008     | KC       | 32    | 32    | 1     | 0     | 0        | 9     | 16    | 0        | 0           | .360  | 811   | 182.2    | 215      | 29          | 58       | 1     | 7        | 113      | 7     | 1        | 127   | 117      | 5.76     | 1.49    |
| 2009     | KC       | 26    | 26    | 0     | 0     | 0        | 7     | 12    | 0        | 0           | .368  | 668   | 154.0    | 161      | 15          | 50       | 4     | 4        | 98       | 12    | 2        | 94    | 81       | 4.73     | 1.37    |
| 2010     | KC       | 24    | 23    | 0     | 0     | 0        | 7     | 12    | 0        | 0           | .368  | 581   | 127.2    | 158      | 23          | 50       | 0     | 3        | 77       | 10    | 0        | 92    | 90       | 6.34     | 1.63    |
| MLB：5年 | MLB：5年 | 117   | 114   | 2     | 0     | 0        | 37    | 50    | 0        | 0           | .425  | 2914  | 667.1    | 724      | 86          | 224      | 8     | 22       | 384      | 35    | 3        | 407   | 377      | 5.08     | 1.42    |

### 年度別守備成績
| 年 度 | 球 団 | 投手（P） | 投手（P） | 投手（P） | 投手（P） | 投手（P） | 投手（P） |
| 年 度 | 球 団 | 試 合     | 刺 殺     | 補 殺     | 失 策     | 併 殺     | 守 備 率  |
| ----- | ----- | --------- | --------- | --------- | --------- | --------- | --------- |
| 2006  | NYM   | 8         | 1         | 4         | 0         | 0         | 1.000     |
| 2007  | KC    | 27        | 12        | 21        | 0         | 1         | 1.000     |
| 2008  | KC    | 32        | 12        | 28        | 2         | 3         | .952      |
| 2009  | KC    | 26        | 10        | 24        | 0         | 1         | 1.000     |
| 2010  | KC    | 24        | 16        | 19        | 1         | 1         | .972      |
| MLB   | MLB   | 117       | 51        | 96        | 3         | 6         | .980      |

### 表彰
- ルーキー・オブ・ザ・マンス：2回（2007年6月、2007年8月）

### NPB記録
一軍公式戦出場なし

### 背番号
- 40（2006年 - 2007年）
- 19（2008年 - 2010年）
- 20（2011年）
- 86（2018年 - 2019年）
- 45（2020年）
- 97（2021年 - ）